# Sven Michel (futbolista)
Sven Michel (Freudenberg, Alemania Federal, 15 de julio de 1990) es un futbolista alemán. Juega de delantero y su equipo es el S. C. Paderborn 07 de la 2. Bundesliga alemana.

## Clubes
| Club                        | País     | Año       |
| --------------------------- | -------- | --------- |
| Sportfreunde Siegen         | Alemania | 2010-2013 |
| Borussia Mönchengladbach II | Alemania | 2013-2014 |
| Energie Cottbus             | Alemania | 2014-2016 |
| S. C. Paderborn 07          | Alemania | 2016-2022 |
| F. C. Union Berlin          | Alemania | 2022-2023 |
| F. C. Augsburgo             | Alemania | 2023-2024 |
| S. C. Paderborn 07          | Alemania | 2024-     |